# Sjumannarugby vid olympiska sommarspelen 2016
Sjumannarugby vid olympiska sommarspelen 2016 spelades mellan 6 och 11 augusti i Deodoro i Rio de Janeiro i Brasilien. Den 9 oktober 2009 beslutade IOK i Köpenhamn att rugby skulle bli en ny OS-gren vilket innebar att rugby vid olympiska sommarspelen 2016 fanns med på programmet för första gången sedan 1924.
Både herr- och damturneringarna innehöll 12 lag vardera och avgjordes i varianten sjumannarugby till skillnad från 1924 då det var rugby union som spelades.

## Kvalificering
I egenskap av värdnation var Brasiliens herrlandslag och damlandslag automatiskt kvalificerade. Kvalspelet inleddes med World Rugby Sevens Series och World Rugby Women's Sevens Series där de fyra högst placerade lagen under säsongen 2014-2015 kvalificerade sig till OS. Mellan juni och september 2015 hölls sex regionala kvalturneringar där det vinnande laget från varje region kvalificerade sig. Den sista platsen tilldelades det segrande laget i en turnering bestående av 16 lag valda utifrån placeringarna i de regionala turneringarna, fyra lag från Europa, tre vardera från Afrika och Asien samt två vardera från Oceanien, Nordamerika och Sydamerika.

### Damer
| Turnering                                 | Datum                        | Spelplats    | Platser | Kvalificerade  |
| ----------------------------------------- | ---------------------------- | ------------ | ------- | -------------- |
| Värdnation                                | 2 oktober 2009               | Köpenhamn    | 1       | Brasilien      |
| World Rugby Women's Sevens Series 2014-15 | 1 oktober 2014 - 31 maj 2015 | flera        | 4       | Australien     |
| World Rugby Women's Sevens Series 2014-15 | 1 oktober 2014 - 31 maj 2015 | flera        | 4       | Kanada         |
| World Rugby Women's Sevens Series 2014-15 | 1 oktober 2014 - 31 maj 2015 | flera        | 4       | Nya Zeeland    |
| World Rugby Women's Sevens Series 2014-15 | 1 oktober 2014 - 31 maj 2015 | flera        | 4       | Storbritannien |
| CONSUR Sevens 2015                        | 5 - 7 juni 2015              | Santa Fe     | 1       | Colombia       |
| NACRA Sevens 2015                         | 13 - 14 juni 2015            | Raleigh      | 1       | USA            |
| Rugby Europe Sevens 2015                  | 13 juni – 19 juli 2015       | flera        | 1       | Frankrike      |
| Rugby Africa Sevens 2015                  | 26 – 27 september 2015       | Johannesburg | 1       | Kenya          |
| Oceania Sevens 2015                       | 14 – 15 november 2015        | Auckland     | 1       | Fiji           |
| ARFU Sevens 2015                          | 7 - 29 november 2015         | flera        | 1       | Japan          |
| Olympisk kvalturnering 2016               | 24 – 25 juni 2016            | Dublin       | 1       | Spanien        |
| Totalt                                    |                              |              | 12      |                |

### Herrar
| Turnering                         | Datum                        | Spelplats    | Platser | Kvalificerade  |
| --------------------------------- | ---------------------------- | ------------ | ------- | -------------- |
| Värdnation                        | 2 oktober 2009               | Köpenhamn    | 1       | Brasilien      |
| World Rugby Sevens Series 2014-15 | 1 oktober 2014 - 31 maj 2015 | flera        | 4       | Fiji           |
| World Rugby Sevens Series 2014-15 | 1 oktober 2014 - 31 maj 2015 | flera        | 4       | Nya Zeeland    |
| World Rugby Sevens Series 2014-15 | 1 oktober 2014 - 31 maj 2015 | flera        | 4       | Storbritannien |
| World Rugby Sevens Series 2014-15 | 1 oktober 2014 - 31 maj 2015 | flera        | 4       | Sydafrika      |
| CONSUR Sevens 2015                | 5 - 7 juni 2015              | Santa Fe     | 1       | Argentina      |
| NACRA Sevens 2015                 | 13 - 14 juni 2015            | Raleigh      | 1       | USA            |
| Rugby Europe Sevens 2015          | 6 juni – 19 juli 2015        | flera        | 1       | Frankrike      |
| ARFU Sevens 2015                  | 7 - 8 november 2015          | Hongkong     | 1       | Japan          |
| Oceania Sevens 2015               | 14 – 15 november 2015        | Auckland     | 1       | Australien     |
| Rugby Africa Sevens 2015          | 14 – 15 november 2015        | Johannesburg | 1       | Kenya          |
| Olympisk kvalturnering 2016       | 18 – 19 juni 2016            | Monaco       | 1       | Spanien        |
| Totalt                            |                              |              | 12      |                |

## Medaljsammanfattning
| Gren                            | Guld | Silver | Brons |
| Damernas turnering Detaljer...  | Australien | Nya Zeeland | Kanada |
| Damernas turnering Detaljer...  | Nicole Beck Charlotte Caslick Emilee Cherry Chloe Dalton Gemma Etheridge Ellia Green Shannon Parry Evania Pelite Alicia Quirk Emma Tonegato Amy Turner Sharni Williams                 | Shakira Baker Kelly Brazier Gayle Broughton Theresa Fitzpatrick Sarah Goss Huriana Manuel Kayla McAlister Tyla Nathan-Wong Terina Te Tamaki Ruby Tui Niall Williams Portia Woodman | Brittany Benn Hannah Darling Bianca Farella Jen Kish Ghislaine Landry Megan Lukan Kayla Moleschi Karen Paquin Kelly Russell Ashley Steacy Natasha Watcham-Roy Charity Williams |
| Herrarnas turnering Detaljer... | Fiji | Storbritannien | Sydafrika |
| Herrarnas turnering Detaljer... | Apisai Domolailai Jasa Veremalua Semi Kunatani Viliame Mata Leone Nakarawa Kitione Taliga Osea Kolinisau Josua Tuisova Jerry Tuwai Samisoni Nasagavesi Savenaca Rawaca Vatemo Ravouvou | Mark Robertson Ruaridh McConnochie Phil Burgess Dan Norton James Rodwell Tom Mitchell Dan Bibby James Davies Ollie Lindsay-Hague Sam Cross Marcus Watson Mark Bennett              | Dylan Sage Philip Snyman Tim Agaba Kwagga Smith Werner Kok Kyle Brown Cheslin Kolbe Roscko Speckman Justin Geduld Cecil Afrika Seabelo Senatla Juan de Jongh                   |

Denna tabell: visa • redigera

## Medaljtabell
| Pl.    | Nation         | Guld | Silver | Brons | Totalt |
| ------ | -------------- | ---- | ------ | ----- | ------ |
| 1      | Fiji           | 1    | 0      | 0     | 1      |
| 1      | Australien     | 1    | 0      | 0     | 1      |
| 3      | Storbritannien | 0    | 1      | 0     | 1      |
| 3      | Nya Zeeland    | 0    | 1      | 0     | 1      |
| 5      | Sydafrika      | 0    | 0      | 1     | 1      |
| 5      | Kanada         | 0    | 0      | 1     | 1      |
| Totalt | Totalt         | 2    | 2      | 2     | 6      |

### Fotnoter
1. ↑  SVT Sport 9 oktober 2009 - Klart för golf och rugby i OS
2. 1 2  ”Rugby sevens venue for Rio 2016 Olympics in doubt”. insidethegames.biz. http://www.insidethegames.biz/articles/1011527/rugby-sevens-venue-for-rio-2016-olympics-now-in-doubt-. Läst 4 augusti 2015.
3. ↑  rio2016.com - rugby Arkiverad 1 augusti 2012 hämtat från the Wayback Machine.
4. 1 2 3  Rio 2016 - Final Qualification Process. World Rugby. Läst 2 juli 2016.
5. 1 2  Olympic qualification - Final teams qualify for Rio 2016. Arkiverad 6 juli 2016 hämtat från the Wayback Machine. World Rugby. Läst 2 juli 2016.
6. ↑  Women's Rugby Sevens (engelska)
7. ↑  Men's Rugby Sevens (engelska)